# Modelzone
Modelzoneは、イギリスのスウィンドンを拠点とする模型や玩具等を専門に扱う小売業者。

## 概要
取り扱う商品はプラモデルや鉄道模型やスロットカー、玩具や塗料等の関連する商品で、この種の小売店としてはイギリスで最も幅広くチェーン店を展開していた。近年はネット販売が増えた事によって実店舗を中心としたビジネスモデルの見直しを迫られていた。2013年9月に18店舗を閉店して同年10月にW・H・スミスがブランドを買い取り、11月23日以降、同社の店舗に併設された10店舗とネットショップで模型等を販売した。2017年1月にW・H・スミスの店舗を閉店すると発表した。

## 事業展開
かつては18店舗を運営していた時期もあり、スケールモデルを扱う店舗としてはイギリスで最大の規模だった。